# Valdelagua del Cerro
Valdelagua del Cerro es un municipio y localidad española de la provincia de Soria, en la comunidad autónoma de Castilla y León. El término municipal tiene una población de 13 habitantes (INE 2024).

## Geografía
Es un pueblo de la comarca del Moncayo y del partido judicial de Soria. Forma parte de la diócesis de Osma católica. Hasta el censo de 1910 se denominaba Valdelagua. El municipio tiene una superficie de 4,85 km².  En su término e incluido en la Red Natura 2000 se encuentra el lugar de importancia comunitaria conocido como Cigudosa-San Felices, ocupando 299 hectáreas, el 62 % de su término.

## Historia
Durante la Edad Media formaba parte de la Comunidad de Villa y Tierra de Magaña, que en el censo de Floridablanca aparece repartida en cuatro partidos, pasando a pertenecer al partido de Suellacabras, señorío del duque de Alba.
A la caída del Antiguo Régimen la localidad se constituyó en municipio constitucional, entonces conocido como Valdelagua, en la región de Castilla la Vieja, partido de Ágreda que en el censo de 1842 contaba con 76 hogares y 304 vecinos. A mediados del siglo XIX, el lugar tenía contabilizadas 78 casas. Aparece descrito en el decimoquinto volumen del Diccionario geográfico-estadístico-histórico de España y sus posesiones de Ultramar de Pascual Madoz de la siguiente manera:

VALDELAGUA: l. con ayunt. en la prov. de Soria (7 leguas), part. jud. de Agreda (3), aud. terr. y c. g. de Búrgos, dióc. de Tarazona (7). sit. en la cúspide de un cerro, con buena ventilacion y clima frio. Tiene 78 casas; la consistorial con habitacion para cárcel; escuela de instruccion primaria frecuentada por 30 alumnos de ambos sexos, á cargo de un maestro dotado con 700 rs.; una igl. parr. (Sta. Maria Magdalena) servida por un cura y un sacristan. Confina el térm. con los de Cerbon, Castilruiz, Trebago y Magaña; dentro de él se encuentran varias fuentes y una ermita (San Sebastian y San Roque). El terreno en su mayor parte es quebrado y de mediana calidad; comprende algunos trozos de monte poblados de romero y aliagas. caminos: los que dirigen á los pueblos limítrofes, en mediano estado por la escabrosidad del terreno. El correo se recibe y despacha en la cab. del part. prod.: trigo, cebada, avena, guisantes, yeros, lentejas y otras legumbres, buenos pastos, con los que se mantiene ganado lanar y cabrio; hay caza de perdices y algun conejo. ind.: la agrícola y la arriería. comercio: esportacion del sobrante de frutos, ganado y lana, é importacion de los art. que faltan. pobl.: 76 vec., 304 alm. cap. imp.: 33,076 rs. 30 maravedises.
(Madoz, 1849, p. 276)

Hasta la reforma de la nomenclatura municipal de 1916 el municipio se llamaba simplemente Valdelagua. En dicha fecha su nombre fue modificado por el de Valdelagua del Cerro.

## Patrimonio

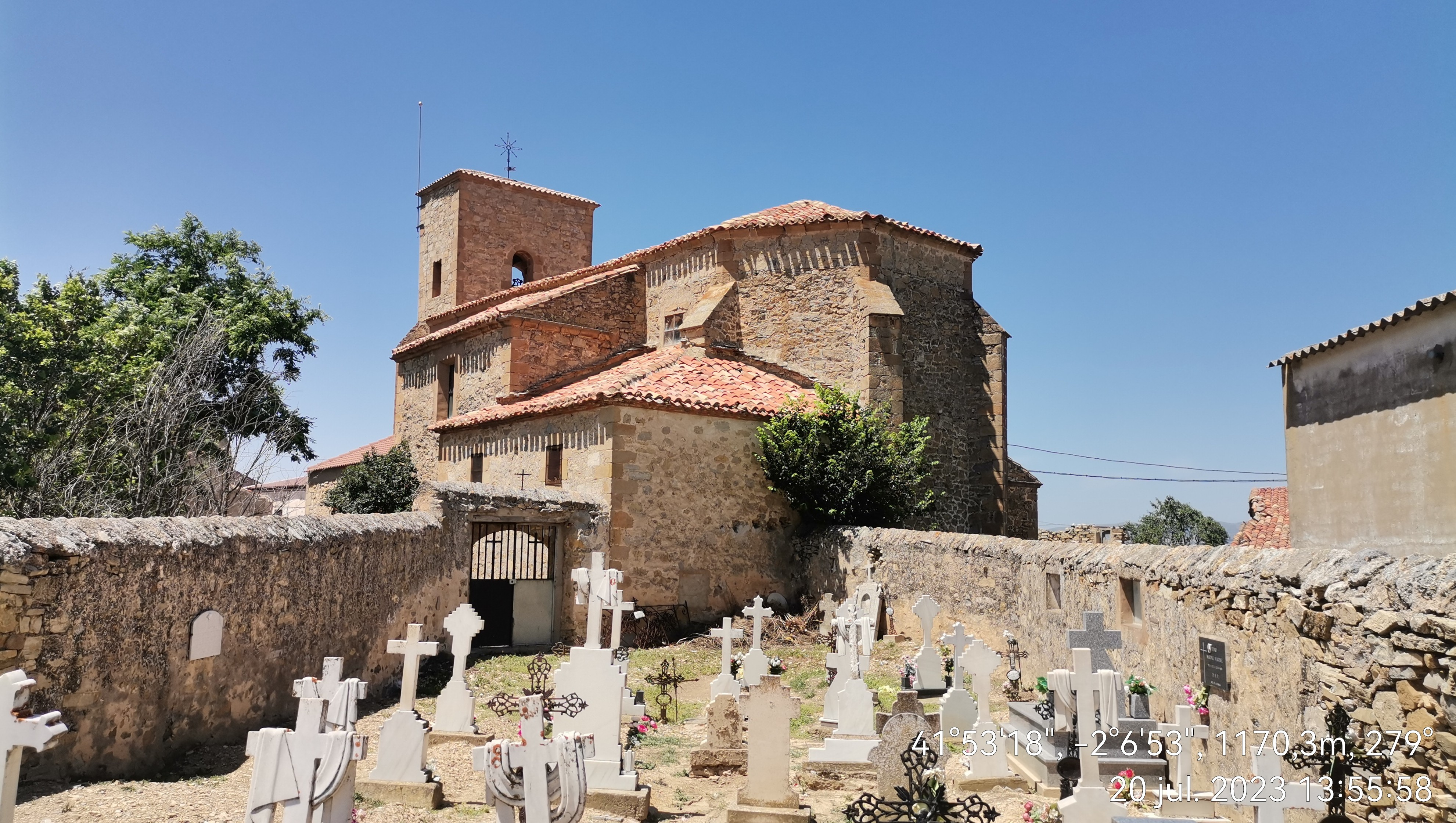
Iglesia de Santa María Magdalena desde el cementerio parroquial

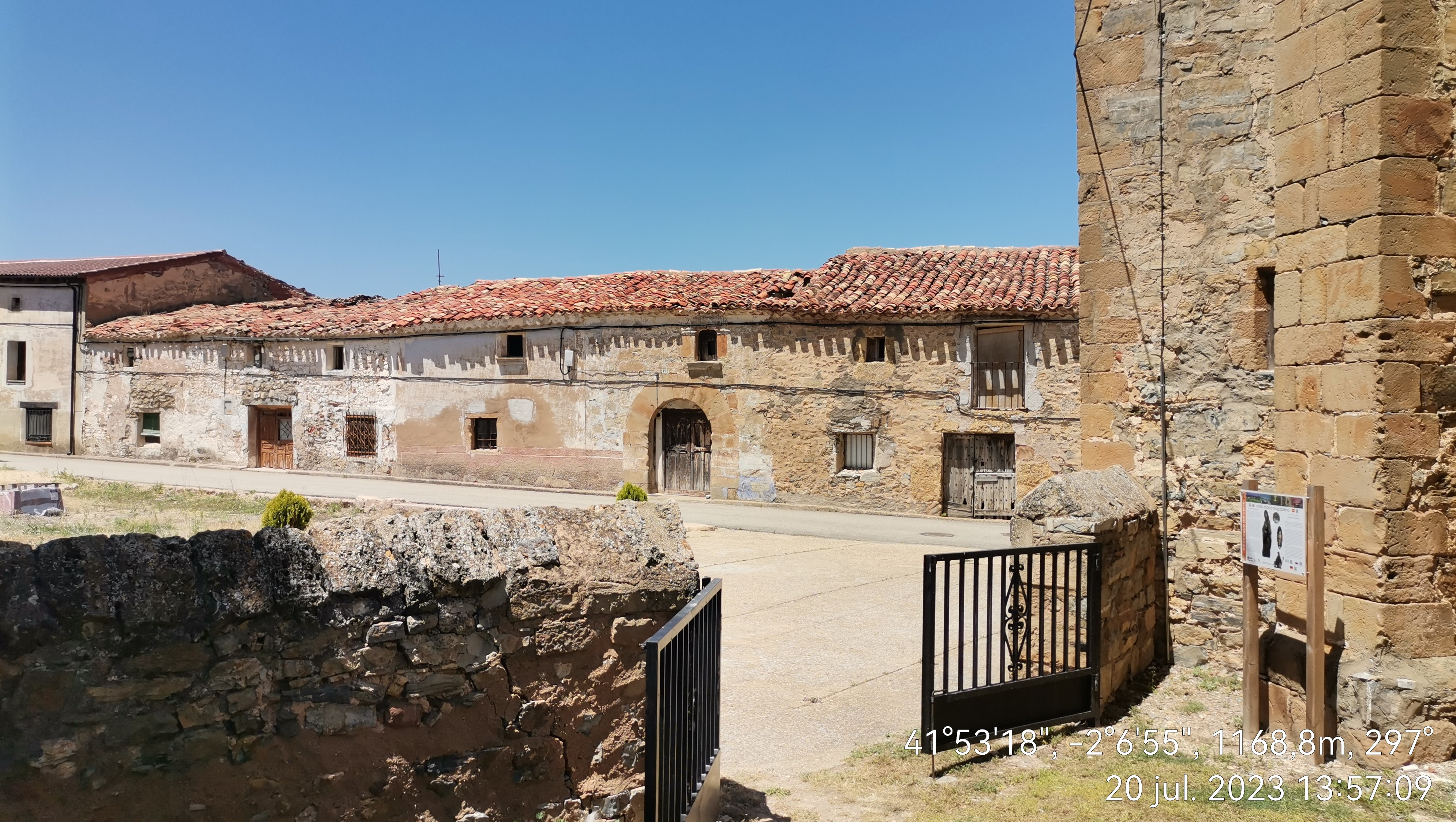
Viejas casonas

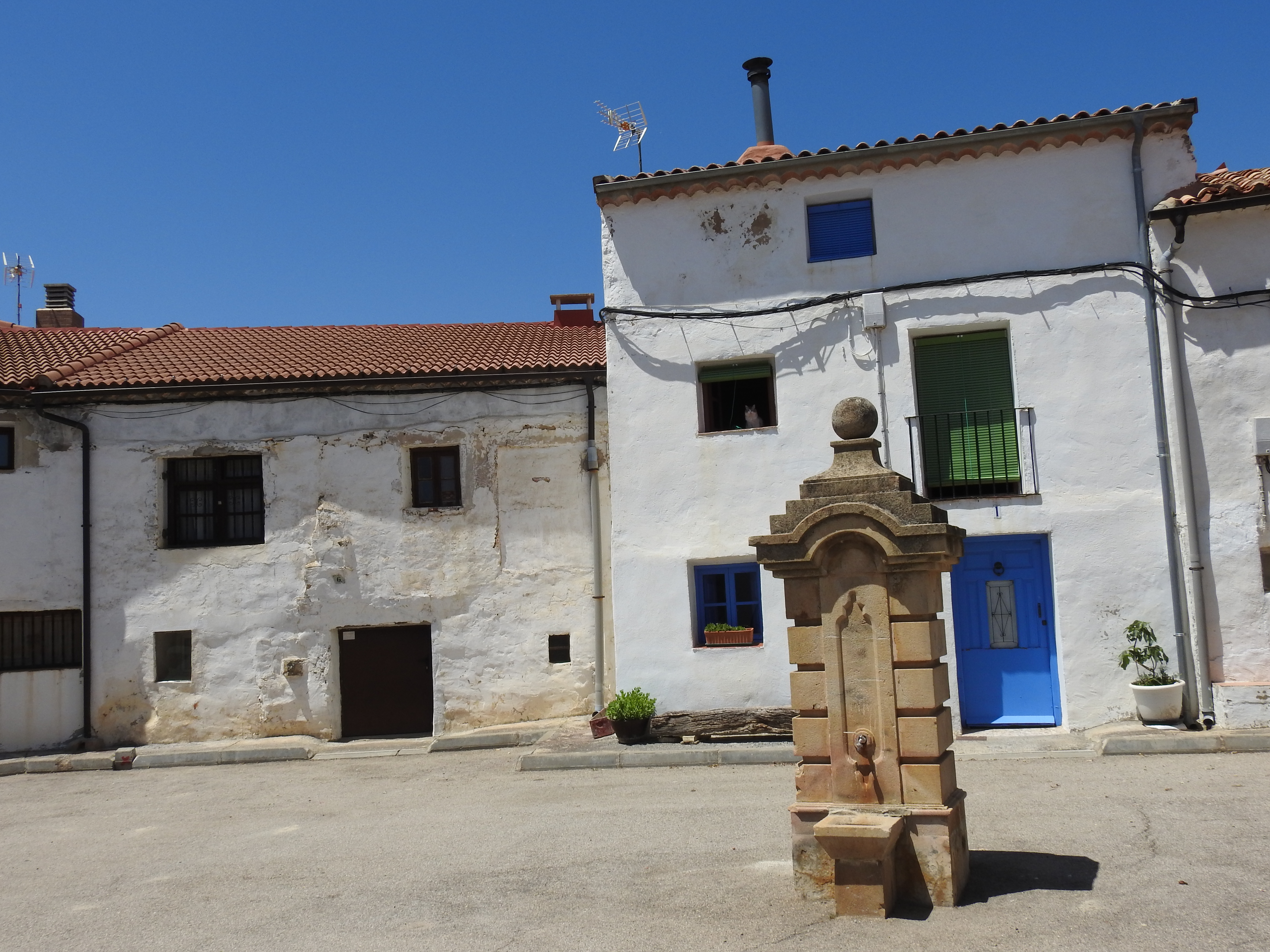
Plaza de Saturnino Domínguez

La iglesia parroquial de Santa María Magdalena es lo más importante del patrimonio del pueblo. Se desconoce el origen exacto de la construcción de la iglesia pero se adscribe al estilo gótico-renacentista de mediados del siglo XVI, por su cabecera prismática, los contrafuertes de los muros, los detalles decorativos del interior y por estar cubierta con bóveda estrellada. De una sola nave y con el crucero poco resaltado, conserva una original capilla gótica con bóveda de crucería entre el presbiterio y el crucero, en el lado del evangelio, que corresponde al origen constructivo del templo. La nave principal se cubre con bóveda estrellada que probablemente sustituye a la original de crucería, como se advierte en la sobreelevación de los muros exteriores. Inicialmente la puerta de acceso se situaría a los pies de la iglesia pero se suprimió al levantar la torre en el muro occidental y se abrió una nueva puerta, bajo pórtico, en el lado sur, por la que actualmente se accede al templo. 
Desde el exterior todavía se distingue la traza de un gran óculo que estaría situado sobre la entrada de los pies. Poco posterior a la torre es la actual sacristía, adosada al lado sur de la iglesia. El retablo mayor es de trazas románistas, de la mitad del siglo XVII, en que intervinieron dos pintores: uno hizo los lienzos principales, de S. Pedro y S. Pablo, en colores fríos y ácidos, y otro las pinturas menores, de maneras más italianizantes. Los retablos del crucero son plenamente barrocos, destacando dos buenas pinturas de Santa Bárbara y San Isidro. El retablo de S. José con el Niño Jesús contiene una talla de ambos trabajada con excepcional dinamismo y colorido. El Cristo del Consuelo es otro singular ejemplo de dramatismo barroco, muy del gusto de la religiosa piedad rural.

## Geografía humana

### Demografía
Cuenta con una población de 13 habitantes (INE 2024).
| Gráfica de evolución demográfica de Valdelagua del Cerro entre 1842 y 2021 |
| |
| Población de derecho según los censos de población del INE Población de hecho según los censos de población del INEEn estos censos se denominaba Valdelagua: 1842, 1857, 1860, 1877, 1887, 1897, 1900 y 1910 |